# Ville-Houdlémont
Ville-Houdlémont település Franciaországban, Meurthe-et-Moselle megyében. Lakosainak száma 705 fő (2022. január 1.). Ville-Houdlémont Virton, Musson, Cosnes-et-Romain, Gorcy és Saint-Pancré községekkel határos.

## Népesség
A település népessége az elmúlt években az alábbi módon változott:
| Lakosok száma | 520  | 512  | 531  | 572  | 649  | 658  | 662  | 673  | 690  | 705  |
|               | 1968 | 1982 | 1999 | 2006 | 2011 | 2015 | 2017 | 2018 | 2020 | 2022 |